# Condado de Towner
El condado de Towner (en inglés: Towner County, North Dakota), fundado en 1883, es uno de los 53 condados del estado estadounidense de Dakota del Norte. En el año 2000 tenía una población de 2876 habitantes y una densidad poblacional de personas por 1 km². La sede del condado es Cando.

## Geografía
Según la Oficina del Censo, el condado tiene un área total de 2699 km² (1042,1 mi²), de la cual 2655 km² (1025,1 mi²) es tierra y 44 km² (17,0 mi²) es agua.

### Condados adyacentes y municipios rurales
- Turtle Mountain, Manitoba (norte)
- Roblin (Manitoba) (norte)
- Louise (norte)
- Condado de Cavalier (este)
- Condado de Ramsey (sureste)
- Condado de Benson (sur)
- Condado de Pierce (suroeste)
- Condado de Rolette (oeste)

### Área Nacional protegida
- Brumba Refugio de Vida Silvestre Nacional
- Lago Alice Refugio de Vida Silvestre (parte)
- Lago Roca Refugio Nacional de Vida Silvestre
- Lago Snyder Refugio Nacional de Vida Silvestre

## Demografía
En el 2000 la renta per cápita promedia del condado era de $32 740, y el ingreso promedio para una familia era de $39 286. El ingreso per cápita para el condado era de $17 605. En 2000 los hombres tenían un ingreso per cápita de $24 917 versus $17, 335 para las mujeres. Alrededor del 8.90% de la población estaba bajo el umbral de pobreza nacional.
| 1890 | 1900 | 1910 | 1920 | 1930 | 1940 | 1950 | 1960 | 1970 | 1980 | 1990 | 2000 | Est. 2009 |
| ---- | ---- | ---- | ---- | ---- | ---- | ---- | ---- | ---- | ---- | ---- | ---- | --------- |
| 1450 | 6491 | 8963 | 8327 | 8393 | 7200 | 6360 | 5624 | 4645 | 4052 | 3627 | 2876 | 2209      |

## Mayores autopistas
- U.S. Route 281
- Carretera de Dakota del Norte 5
- Carretera de Dakota del Norte 17
- Carretera de Dakota del Norte 66

## Lugares

### Ciudades
- Bisbee
- Cando
- Egeland
- Hansboro
- Maza
- Perth
- Rocklake
- Sarles (parte)

La parte occidental de Sarles se encuentra dentro del Condado de Towner, mientras que el resto de la ciudad se encuentra dentro de los Condado de Cavalier al este.
Nota: todas las comunidades incorporadas en Dakota del Norte se les llama "ciudades" independientemente de su tamaño

### Municipios
| - Armourdale - Atkins - Bethel - Cando - Coolin - Crocus - Dash - Gerrard - Grainfield - Howell | - Lansing - Maza - Monroe - Mount View - New City - Olson - Paulson - Picton - Rock Lake - Sidney | - Smith - Sorenson - Springfield - Teddy - Twin Hill - Victor - Virginia - Zion |